# Синий цвет твоей любви
«Синий цвет твоей любви» — второй студийный альбом российской певицы Ольги Серябкиной, выпущенный 22 апреля 2022 вне лейбла.

## История
Альбом «Синий цвет твоей любви» Ольга Серябкина писала во время беременности. Ольга отмечала, что её положение не отвлекало от работы, а наоборот. «… я чувствовала какую-то особую суперсилу, … мне было комфортно и классно», — рассказывала исполнительница.

## Критика
| Оценки критиков | Оценки критиков |
| Источник        | Оценка          |
| --------------- | --------------- |
| InterMedia      | 7/10            |

Комментируя содержания альбома Алексей Мажаев, рецензент интернет-издания InterMedia выделил песни «Это LOVE», «HOLODNO», «1985» и «Бывших». При том рассказал, что последняя («Бывшие») — единственная на альбоме песня, напоминающая тексты прежней бесстрашной Серябкиной. Заглавную одноимённую песню с альбома Мажаев назвал проходной, но при этом важную для артистки, а дуэт «Преступление» совместно с Sимптомом — старомодным. В песне «Veni Vidi Vici» тот обратил внимания на конец, указав на трансовый финал. «Альбом нельзя назвать неудачным, это работа крепкого профессионала, но большим событием она не стала», — подытожил критик.

## Список композиций
| №                   | Название                              | Автор(ы)                                | Длительность |
| ------------------- | ------------------------------------- | --------------------------------------- | ------------ |
| 1.                  | «Синий цвет твоей любви»              | Fargo, Ольга Серябкина                  | 2:40         |
| 2.                  | «Преступление» (при участии Sимптома) | Sимптом, Ольга Серябкина                | 4:00         |
| 3.                  | «Это LOVE»                            | Fargo, Ольга Серябкина                  | 3:12         |
| 4.                  | «Veni Vidi Vici»                      | Ольга Серябкина, Gurman                 | 3:37         |
| 5.                  | «Стреляй»                             | Ольга Серябкина, Анатолий Алексеев      | 3:22         |
| 6.                  | «HOLODNO»                             | Fargo, Ольга Серябкина                  | 2:56         |
| 7.                  | «Friday»                              | Ольга Серябкина, Анатолий Алексеев      | 3:07         |
| 8.                  | «Бывшие»                              | Ольга Серябкина, Анатолий Алексеев      | 3:08         |
| 9.                  | «MOLOKO»                              | Fargo, Дмитрий Лебедев, Ольга Серябкина | 3:17         |
| 10.                 | «1985»                                | Ольга Серябкина                         | 3:17         |
| Общая длительность: | Общая длительность:                   | Общая длительность:                     | 32:36        |